# Мазера (Италия)
Мазера (итал. Masera) — коммуна в Италии, располагается в регионе Пьемонт, в провинции Вербано-Кузьо-Оссола.
Население составляет 1500 человек (2008 г.), плотность населения составляет 75 чел./км². Занимает площадь 20 км². Почтовый индекс — 28855. Телефонный код — 0324.
Покровителем коммуны почитается святой Мартин Турский, празднование 11 ноября.

## Демография
Динамика населения:

## Администрация коммуны
- - Официальный сайт: https://web.archive.org/web/20090714015731/http://www.comunedimasera.it/